# リーフファイトTCG
リーフファイトTCG（LFTCGと略すことも）はLeafブランド発売のファンディスク「初音のないしょ!!」内のゲーム「リーフファイト97」を元にティーアイ東京が1999年に発売したトレーディングカードゲーム(TCG)である。バージョン4.00以降はイマ・エンターテイメントから発売されている。
Leafのゲームのキャラクターが多数登場するのが特徴で、作画にはあずまきよひこや高雄右京など有名イラストレーターが起用されている。『ひぐらしのなく頃に』の制作で有名な同人サークル07th Expansionも、ビジュアルノベル制作以前はリーフファイトのオリジナルカード制作サークルとして活動していた。
日本のTCG黎明期に、マジック・ザ・ギャザリング、モンスターコレクション、ポケモンカードゲームと並んで、人気の高いゲームだった。
2009年4月30日をもってサポートが休止してオフィシャルホームページも閉鎖された。
しかし根強い人気から、未だ非公認大会が各地で行われている。

## 基本ルール
1. 対戦は2名のプレイヤーにより1対1で行われる。
2. 双方のプレイヤーは、ルール制限に従い構築した60枚以上の山札(デッキという)を持つ。
3. 各々のプレイヤーは、後述する進行手順に従いデッキからカードを引き、あるいはカードを使用し、定められた方法で(基本的には自分のターンに)相手を攻撃する。
4. 双方が攻撃と防御を繰り返し、リーダーが倒されるか、規定の数のキャラクターが倒される（ゲーム開始時は5体）か、デッキからカードを引けなくなったプレイヤーは、敗北となる。

### ゲームの進行手順
双方のプレイヤーが各々の手番(ターンと呼ぶ)を交互に実行することでゲームを進める。ターンは主に次の3つのフェイズで構成される。
1. エントリーフェイズ：前のターンまでに消耗していた全ての自分のキャラクターを待機状態に戻す。フィールド上のすべてのバトルカードを待機状態に戻す。このターンのプレイヤーはデッキからカードを1枚引く。
2. メインフェイズ：キャラクターの呼び出し、アイテムカードやバトルカードを出す、バトルの宣言など、プレイヤーの行動の中軸となるフェイズ。多くの行動はここで行われる。
3. 終了フェイズ：相手のターンに移す。

## カードの種類
キャラクターカード
このゲームでもっとも重要なカード。
特殊能力やイベントカード、アイテムカードを使用する際に必要となる「コスト」を生み出すことができる。
また、敵に攻撃を仕掛ける（バトルを挑む）のもキャラクターである。
コストを出したり、バトルを行うとキャラクターカードは「消耗状態」になってしまい、次の自分のターンのエントリーフェイズに「待機状態」になるまで、基本的に能力を使ったりバトルを行ったりできない。
全てのキャラクターには「力」「早さ」「賢さ」「根性」「感性」という5つのパラメータが設定されており、この能力を使ってバトルが行われるほか、コストを生んだキャラクターのパラメータがイベントカード等の効力に反映されることもある。
また、多くのキャラクターは何らかの特殊能力を持っており、一定のコストを支払って任意に能力を発動することができる。
バトル等の結果としてキャラクターがダメージを受けた場合にはダメージが蓄積されてゆき、ターンが終ってもダメージが回復されることはなく、回復するためには特殊能力を使ったり、イベントカードを使ったりする必要がある。
タッグキャラクターカード
バトルカード
キャラクター同士がバトルを行う際に必要となるカード。カードの上部に競技種目が描かれ、攻撃と防御の数値を定義してあり、パラメータが反映されていることが多い。攻撃が「力」で防御が「早さ」なら、バトルを行う双方のキャラクターの「力」の数字が攻撃力となり、「早さ」の数字が防御力となる。気力の値や複数の属性を足した値を用いる特殊なバトルカードも存在する。
バトルカードは自分のターンのメインフェイズに場に出すことができ、バトルに使用すると消耗状態になるが、次のターン(敵味方を問わず)のエントリーフェイズに待機状態になる。相手のバトルカードを使用することも可能である。
1人のプレイヤーが同時に3枚まで、相手と合わせて最大6枚までバトルカードは場に出せ、自分が出したバトルカードに限り、自分の終了フェイズに任意に破棄(ゴミ箱送り)が可能。
アイテムカード
キャラクターに対して装備させることで、そのキャラクターに永続的な効果をもたらすカード。キャラクターの能力を増加させることもあれば、能力を減殺することもある。
イベントカード
一時的に何らかの効果を発生させるカード。キャラクターの特殊能力と同様、任意のタイミングで使用することが可能。
フィールドカード
場に出すことで、永続的にゲーム全体に影響を及ぼすカード。場に1枚しか存在することができず、どちらかのプレイヤーが次のフィールドカードを場に出すと、前のフィールドカードはゴミ箱送りになる。

## 基本的な用語
コスト何らかの動作を行う際に必要となる代償。キャラクターを消耗させたり、手札からキャラクターカードをゴミ箱へ棄てることでコストを得るのが一般的だが、コストを生み出すイベントカードや特殊能力も存在する。特殊能力や多くのカードの使用にはこのコストを消費することが多い。
リーダー初めから場に存在しているキャラクター。手札から任意に呼び出せる一般のキャラクターの2倍の体力があり、容易に倒されることはないが、リーダーが倒された場合はゲームに敗北する。通常のキャラクターカードをリーダーとして使用することが出来るが、リーダー専用カード（最初から気力が倍になっているほか、裏面の色が異なる）も存在する。
デッキいわゆる山札。
ゴミ箱いわゆる捨て札置き場。

## オリジナルカード
リーフファイトは「キャラクターの競技」をモチーフとしているので、あらゆるキャラクターを組み込みやすい。
また、パラメーターがビジュアル化されているためにキャラごとの特色を出しやすい（足が速い、力が弱い等）こともあり、リーフファイトのオリジナルカードは他のTCGのものより盛んに製作されている。その範囲はリーフのゲームにとどまらず、他者の作品やライトノベル、アニメなどからも多数引用されている。
本物と見分けがつかないものもあるが、正規品との違いを出すため、イラストがイラスト枠よりはみ出ているものが多い。
また、同人ゲーム「ひぐらしのなく頃に」で一世を風靡したサークル「07th Expansion」は、以前はリーフファイトのオリジナルカードを製作していたことが知られている。

## 発売されたバージョン
メイン
- ver. 0.9β  (1999年1月)　市販前のテスト版。イベントで発売された。
- ver. 1.00  (1999年3月)　市販された最初の作品であり、基本的なカードが中心。
- ver. 1.01β (1999年5月)　市販前のテスト版。イベントで発売された。
- ver. 1.01  (1999年7月)　テキスト表現の見直し、数値の微調整など。Ver1.00の再生産の意味合いが強い。
- ver. 1.01A (1999年)　さらに見直しがされた特定の15枚のカードのパック。大会、イベントで配布された。
- ver. 1.02  (2000年6月)　イベント等で配布された限定カード2枚が追加。
- ver. 1.03  (2001年9月)　性別や属性、レアリティの表記。Ver. 3.00発売に伴う調整版
- ver. 2.00β (2000年)　市販前のテスト版。イベントや通販、一部店舗で販売。
- ver. 2.00  (2000年4月)　フィールドカードが登場。
- ver. 2.01  (2000年6月)　テキスト表現の見直し、数値の微調整など。Ver2.00の再生産の意味合いが強い。
- ver. 2.02  (2001年10月)　書籍の付録だった2枚のカードが追加。Ver. 3.00発売に伴う調整版
- ver. 3.00β (2002年)　市販前のテスト版。イベントや通販、一部店舗で販売。
- ver. 3.00  (2002年3月)
- ver. 4.00β (2003年)　市販前のテスト版。イベントや通販、一部店舗で販売。
- ver. 4.00  (2003年10月)
- ver. 5.00β (2004年)　市販前のテスト版。イベントや通販、一部店舗で販売。
- ver. 5.00  (2004年5月)
- ver. 6.00β (2005年5月)　市販前のテスト版。イベントや通販、一部店舗で販売。
- ver. 6.00  (2005年7月)
- ver. 7.00β (2006年8月)　市販前のテスト版。イベントや通販、一部店舗で販売。
- ver. 7.00  (2006年10月)

拡張版
- フルキャラクターエディション (2004年11月)　キャラクターカード、タッグキャラクターカードのみ。
- フルキャラクターエディション２ (2005年12月)　キャラクターカード、タッグキャラクターカードのみ。
- フルキャラクターエディション３ (2007年5月)　キャラクターカード、タッグキャラクターカードのみ。

ミニパック
- カップリングパック (2005年9月)　ToHeart2の主人公と各女性キャラとのタッグキャラクターカードのみ。
- バラエティパック(2007年1月) ぶっとんだ面白カードを集めたお楽しみパック
- バラエティパックVol.2(2007年5月) ぶっとんだ面白カードを集めたお楽しみパック第２弾

再録版
- スターティングエディション (2002年7月)　ver.1～ver.2のカードの再収録。
- ビギニングエディション  (2004年7月)　新規カードとver.1～ver.3のカードの再収録。再録分はそれぞれ、ver.1.04、ver.2.03、ver.3.01とされており、内容が変更されているカードもある。

構築済み
- ハイチューニングデッキ (2003年2月)　ver.1～ver.3のカード60枚の構築済みスターターデッキ。ルミラ版と耕一版の2種類がある。
- スターティングデッキ Vol.1「タマ姉のたくらみ」(2006年8月)　40枚構成の再録カードで構成された初心者向けデッキ
- スターティングデッキ Vol.2「ハクオロの誓い」(2007年1月)　40枚構成の再録カードで構成された初心者向けデッキ
- スターティングデッキ Vol.3「まーりゃんキック」(2007年5月)　40枚構成の再録カードで構成された初心者向けデッキ

プレビュー版
- Ver.5.00αパック
- Ver.6.00αパック (2005年1月)
- 「鎖 ～クサリ～」 プレビューパック (2005年9月)
- Ver.8.00αパック (2007年8月) コミックマーケットで販売。